# Guillaume de Machaut

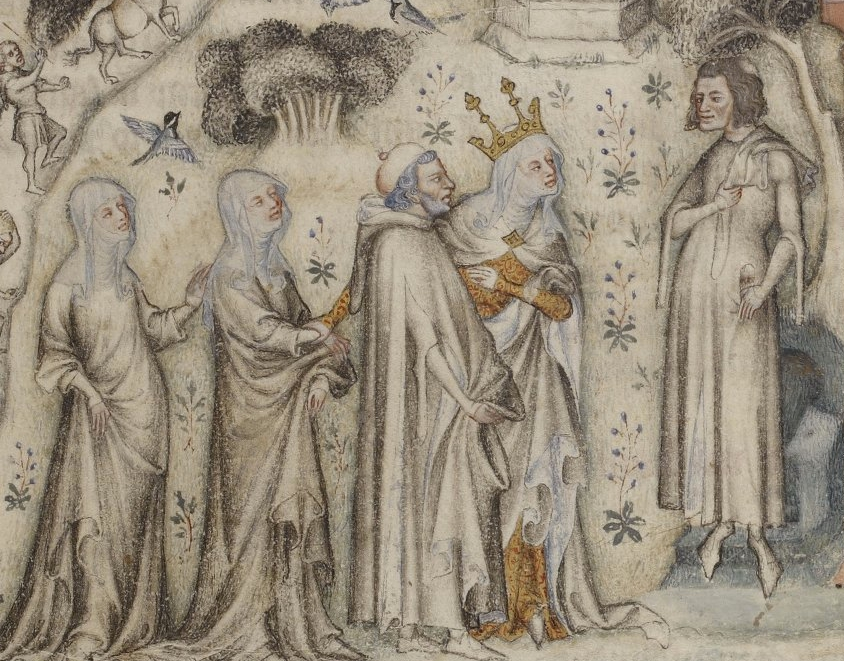
Machaut (ganz rechts) empfängt die Natur und drei ihrer Kinder; aus einer Pariser Handschrift

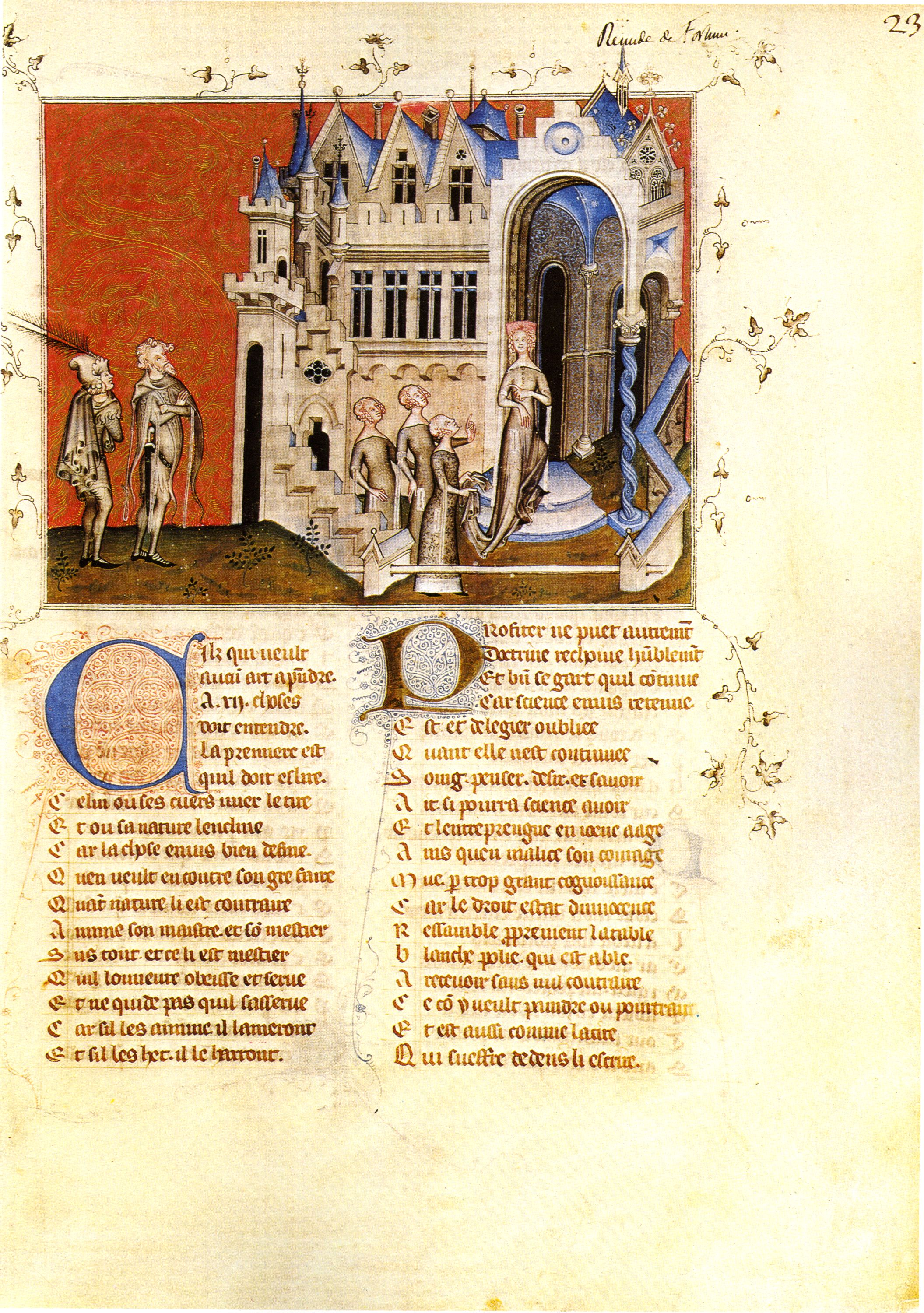
Eine Buchmalerei in Machauts Verserzählung Le remède de fortune. Dargestellt ist die Ankunft Machauts vor dem Schloss seiner Dame. Handschrift Paris, Bibliothèque Nationale, Ms. fr. 1586, fol. 23r (um 1350/1355)

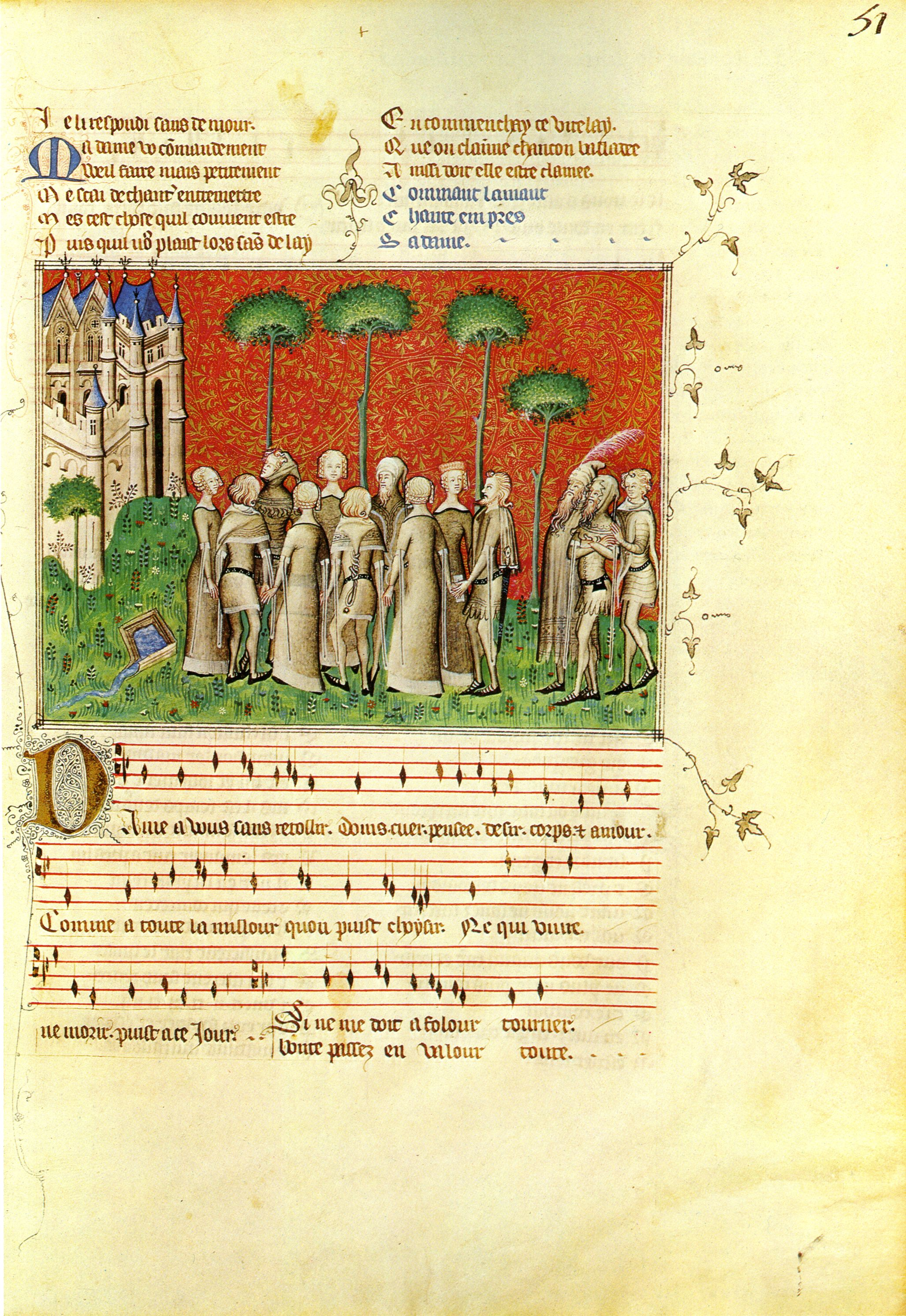
Eine Buchmalerei in Machauts Verserzählung Le remède de fortune. Dargestellt ist eine Tanzszene im Freien. Paris, Bibliothèque Nationale, Ms. fr. 1586, fol. 51r (um 1350/1355)

Guillaume de Machaut (auch Machault; * zwischen 1300 und 1305; † 13. April 1377 in Reims) war ein französischer Komponist und Dichter des Mittelalters. Er wird von den meisten Wissenschaftlern als der bedeutendste französische Dichter und Komponist des 14. Jahrhunderts anerkannt.

## Leben und literarisches Schaffen
Das Geburtsdatum und der Geburtsort Machauts sind nicht sicher bekannt. Vermutlich stammte er aus der Gegend von Reims, aus dem Ardennendorf Machault, und zwar als Sohn einer nichtadeligen Familie, die wohlhabend genug war, um ihm eine gute Bildung zu ermöglichen. Nach Studien an der Domschule von Reims trat er um 1323 in die Dienste des Herzogs Johann von Luxemburg, der gleichzeitig König von Böhmen, Markgraf von Mähren und Herzog von Schlesien war und den er als Sekretär auf seinen vielen Reisen durch seine Territorien und auf zahlreichen Kriegszügen begleitete. Dank ihm erhielt er 1333, obwohl nie zum Priester geweiht, die Anwartschaft auf eine einträgliche Domherrenpfründe im Domkapitel von Reims, die er 1337 besetzte. Hier hielt er sich ab etwa 1340 überwiegend auf, wenngleich er auch weiterhin viel umherzog.
Als 1346 Johann in der englisch-französischen Schlacht von Crécy auf Seiten Philipps VI. von Frankreich umkam, trat Machaut in die Dienste von Jutta von Luxemburg, der Tochter Johanns und Schwiegertochter Philipps. Als Jutta 1349 starb, war Machaut als Dichter renommiert genug, um neben seiner Domherrenpfründe keine feste Stellung mehr zu brauchen. Vielmehr schloss er sich locker wechselnden fürstlichen Mäzenen an, etwa dem französischen Kronprinzen Karl (König als Karl V. 1364–1380) oder dessen kunstliebendem jüngeren Bruder Herzog Johann von Berry († 1416), an deren Höfen er gastierte und denen er – gegen Entgelt – seine Werke widmete.
Machauts literarisches Schaffen besteht einerseits aus meist kürzeren, überwiegend allegorischen Verserzählungen und -romanen, die in der Regel die Ich-Form benutzen und viele autobiografische Elemente aufweisen. Mit La Prise d’Alexandrie versuchte er sich auch in der Gattung der Vers-Chronik. Sie handelt von der (vorübergehenden) Eroberung Alexandrias 1365 und verbindet Hagiographie, Epos und Geschichtserzählung. Machaut verfasste sie 1370/1371 zu Ehren des 1369 ermordeten Eroberers Pierre de Lusignan, König von Zypern. Vor allem war er ein sehr produktiver, seine Kunst reflektierender Lyriker: 234 Balladen, 76 Rondeaus und rund 100 andere Gedichte sind erhalten. Hauptgegenstand dieser Lyrik, die formal und thematisch überwiegend im Gefolge des Minnesangs steht, ist „das Lob der Damen“. Machaut war einer der letzten Lyriker, der viele seiner Gedichte vertont hat.
Machaut ist Autor des wohl ersten autobiografischen Liebesromans der französischen Literatur, Le Livre du voir dit (Das Buch von der wahren Dichtung), einer 1362 verfassten Liebesgeschichte um die junge Péronne d’Armentières und den schon ältlichen Dichter, wobei dieser zugleich die Entstehung seines Werkes mit thematisiert.
Seine Verserzählung Le Jugement du Roi de Navarre (Das Urteil des Königs von Navarra) ist ein Dokument des verbreiteten mittelalterlichen Antijudaismus. Hierin wird die große Pest der Jahre 1349/1350 als Folge von Brunnenvergiftungen durch Juden hingestellt und die Pogrome als gerechte Strafe gesehen.
Bei seinen Zeitgenossen galt Machaut als ein Meister vor allem der lyrischen Kunst, mit großem Einfluss auf spätere Lyriker wie Jean Froissart, Eustache Deschamps und Christine de Pizan.
Seine Existenz als Künstler im Dienste von Höfen und fürstlichen Mäzenen sollte für seine Nachfolger im ausgehenden Mittelalter typisch werden.

## Der Komponist
Machaut gilt als bedeutendster Komponist der Ars nova. Wegen der komplizierten Harmonik, Isoperiodik und Isorhythmie, sowie der Loslösung vom Cantus firmus im Tenor und der Aufwertung der Cantilena in seinem Werk wird er als „Avantgardist“ des 14. Jahrhunderts angesehen. Seine Messe de Nostre Dame (um 1360/65) gilt als die erste vollständige vierstimmige Vertonung der Ordinariumsteile als ein Zyklus. Bis dahin war es üblich, die einzelnen Ordinariumsteile einstimmig (teilweise im Wechsel Chor-Solo) zu singen.
Die Neuartigkeit der mehrstimmigen Kompositionstechnik – nicht nur bei Machaut – war der Kirche ein Dorn im Auge. In einer Bulle von 1325 kritisierte Papst Johannes XXII. den neuen Stil und verlangte unter Androhungen von Kirchenstrafen die Wiederherstellung des einstimmigen Gesanges, was wohl auf der damaligen Tonmystik beruht, in der die Einstimmigkeit die Einheit und gleichzeitige Vielheit Gottes symbolisierte. Dem Papst zufolge sollten als Intervalle in der Musik ausschließlich die Oktave (Symbol für die Vollendung und Seligkeit aller Heiligen in Gott), Quarte (Klage über irdische Unvollkommenheit, das Unfertige) und die Quinte als reinstes Intervall Verwendung finden.
Das Hauptwerk Guillaume de Machauts bilden jedoch die weltlichen Kompositionen: Virelais (von Machaut in Abgrenzung zu seiner neuen Strukturierung der Ballade auch Chanson balladé genannt), Rondeaus sowie Balladen. Das Neue an der Liedstruktur ist die Aufgabe des Cantus firmus, das heißt bis zu seinem Wirken war der Tenor als tiefste Stimme der Melodieträger. Machaut weist nun jedoch der Cantilena, der Oberstimme, die Melodie zu, während Tenor (Mittelstimme) und Contratenor begleitende Funktion haben. Die Cantilena ist auch im Gegensatz zum Cantus Firmus frei erfunden. Das bedeutet erstmals die Freiheit aller Stimmen in einem kontrapunktischen Satz, wobei, wie wir es heute gewohnt sind, die Oberstimme die bedeutendste Funktion, die der Melodie, innehat. Die Freiheit der Melodiefindung ermöglichte Machaut auch eine optimale musikalische Gestaltung seiner Liebeslyrik. Die Musik verleiht dem Text eine außergewöhnliche Individualität, sie unterstützt die Aussagen und ist in ihrer Struktur eng an die Verse des Textes gebunden. Dies erreicht er unter anderem durch die Isoperiodik, welche die einzelnen Stimmen in einheitliche Perioden gliedert, sowie durch die Isorhythmik, die darüber hinaus die Stimmen in rhythmischen Gleichklang bringt. Mit der Verwendung der Isoperiodik und Isorhythmie knüpft Guillaume de Machaut an die Notre-Dame-Schule unter Léonin und Pérotin an.
Machauts Werk – Dichtung wie Kompositionen – müssen im Kontext der damaligen Gesellschaft betrachtet werden. Die Rezipienten seines Werkes waren die Fürstenhöfe. Daher steht in seinem Schaffen das delectare eindeutig im Vordergrund, was er auch zwischen 1360 und 1370 in seiner Schrift Prologue rückblickend bemerkt. In diesem „Vorwort“ zu den Handschriften mit seinen Werken, die er hat verfassen lassen und die eine einzigartige Quellenlage eines mittelalterlichen Komponisten darstellen, wird zudem sein Selbstverständnis als Künstler ersichtlich. Er erzählt davon, dass er den Auftrag der personifizierten Nature annehme, « le bien honneurs qui sont en Amours » mehr zur Darstellung zu bringen als es bisher der Fall war. Von der Nature werden ihm als Voraussetzung und Mittel der Gestaltung drei Grundgestalten zur Seite gestellt: Scens, Retorique und Musique. Dies zeigt das große Selbstverständnis Machauts.
Machaut versuchte mit seiner höfischen musica reservata, die seine Dichtkunst durch die Musik mit einschließt, an die Troubadoure und Trouvères anzuknüpfen.

## In der Astronomie
Der Asteroid (14403) de Machaut und der Merkurkrater Machaut sind nach ihm benannt.

## Werke
- Dichtung
  - Le jugement dou Roy de Navarre, Verserzählung
  - Livre dou voir dit, Versroman
  - La Prise d’Alexandrie, Chronik
  - Prologue zum Dit dou vergier (ca. 1372)
  - 234 Balladen, 76 Rondeaus, um die 100 weitere Gedichte

- Musik
  - Messe de Nostre Dame mit den Teilen Kyrie, Gloria, Credo, Sanctus, Agnus Dei, Ite, missa est (4-stimmig)
  - 23 Motetten
  - Hoquetus David (3-stimmig)
  - Lieder im Kantilenensatz: es sind bekannt
    - 42 Balladen
    - 21 Rondeaus
    - 34 Virelais

  - Andere Liedformen
    - 33 Lais